# 1957 en sports équestres
Chronologie des sports équestres
- 1956 en sports équestres - 1957 en sports équestres - 1958 en sports équestres

Cet article présente les faits marquants de l'année 1957 en sports équestres.

## Événements

### Année
- 1re édition des championnats d'Europe de saut d'obstacles à Rotterdam (Pays-Bas).
- 4e édition du championnat d'Europe de concours complet d'équitation 1957 à Copenhague (Danemark) qui est remportée par Sheila Willcox sur High-Anf-Mighty en individuel et par l'équipe du Royaume-Uni[1].